# سونات ویولن شماره ۴ (بتهوون)
سونات ویولن شماره ۴ در لا مینور، اُپوس ۲۳ اثر لودویگ فان بتهوون، یک سونات دونوازی برای ویولن و پیانو است که آهنگساز، آن را در سال ۱۸۰۱، یک سال پس از تصنیفِ سمفونی اول خود، ساخت و در اکتبرِ همان سال منتشر شد.
بتهوون سونات ویولن شماره ۴ خود را به کُنت موریتس فون فریس (۱۷۷۷–۱۸۲۶)، نجیب‌زاده، بانکدار، و حامی هنر اهل اتریش، اهدا کرد. آهنگساز، افزون بر این دو سونات ویولن، دو اثر دیگرِ خود را نیز به این کُنت تقدیم کرد: یکی، در همان سال، کوئینتت زهی اُپوس ۲۹ در دو ماژور، و دیگری، ۱۱ سال بعد، یعنی در ۱۸۱۲، سمفونی شماره ۷ خود را نیز به این کنت تقدیم کرد.
قرار بود این سونات همراه با سوناتِ ویولنِ بعدیِ بتهوون، یعنی سونات ویولن شماره ۵، اُپوس ۲۴، منتشر شود؛ اما این دو اثر، به دلیل متفاوت بودنِ اندازهٔ کاغذها، در نوبت‌های جداگانه و با دو شماره اُپوسِ جدا منتشر شدند.
برخلاف سه سونات ویولنِ نخستِ بتهوون (سونات شماره ۱ و شماره ۲ و شماره ۳)، سونات شماره ۴ با اقبالِ منتقدان روبه‌رو شد.

## ساختار
این سونات از سه موومان تشکیل شده‌است:
1. پرِستو
2. آندانته اِسکِرتسوزو، پیو آلگرتو (در لا ماژور)
3. آلگرو مولتو

اجرای کاملِ سونات ویولن شماره ۴ بتهوون به‌طور معمول ۱۹ دقیقه به‌طول می‌انجامد.